# (7588) 1992 FJ1
1992 أف جاي 1 (ويعرف أيضًا باسم (7588) 1992 أف جاي 1 وفق تسمية الكوكب الصغير) (بالإنجليزية: 1992 FJ1)‏ هو كويكب ضمن حزام الكويكبات؛ وترتيبه 7588 من حيث الاكتشاف.
اكتُشف هذا الجُرم الفلكي بواسطة روبرت إتش ماكنوت في 24 مارس 1992.

## وصلات خارجية
- (7588) 1992 FJ1 في قاعدة بيانات مختبر الدفع النفاث لأجرام النظام الشمسي الصغيرة

- الاكتشاف · مخطط المدار ·  العناصر المدارية · المعلمات المادية

- (7588) 1992 FJ1 على موقع ويكي سكاي: DSS2, SDSS, GALEX, IRAS, Hydrogen α, X-Ray, Astrophoto, Sky Map, Articles and images